# Ischnocolus valentinus
Ischnocolus valentinus är en spindelart som först beskrevs av Dufour 1820.  Ischnocolus valentinus ingår i släktet Ischnocolus och familjen fågelspindlar.
Artens utbredningsområde är Spanien. Inga underarter finns listade i Catalogue of Life.